# Eriothymus rubiaceus
Eriothymus rubiaceus és una espècie de plantes angiospermes que pertany a la família de les lamiàcies, l'única del gènere Eriothymus. És endèmica de l'estat brasiler de Minas Gerais.